# 2010年7月澳门

## 7月31日
- 行政長官崔世安表示，針對舊有經屋輪候家團的上樓安排，將沿用舊標準審批。又就《因執行公共職務的司法援助》法案保證，特區政府非常尊重廣大傳播媒介及確保新聞自由。華僑報（页面存档备份，存于）華僑報（页面存档备份，存于）
- 工務局城規廳廳長劉榕回應償還徵用土地個案時表示，不排除利用新城土地「還地債」。澳門日報

## 7月30日
- 立法議員高天賜促請撤回《因執行公共職務的司法援助》法案。然而，其他公務員團體則認為有需要立法，更表示期待已久，支持政府推出法案。正報
- 文化局局長吳衛鳴表示，前天被拆走的少女與狗有損耶穌會紀念廣場的莊嚴。正報
- 社會工作局局長葉炳權表示，由於「租地程序的技術問題」，擱置在江門興建智障院舍的計劃。正報

## 7月29日
- 經濟財政司長譚伯源表示，全民共同可參與的社保制度，將在明年1月1日正式實施。政府亦計劃將在十月中立法會復會後，提交社會保障第二層的中央公積金制度框架法律草案。華僑報（页面存档备份，存于）
- 新澳門學社到政府總部遞信，要求刪除《因執行公共職務的司法援助》法案中的第四條。正報

## 7月28日
- 本澳受大雨影響，一度發出暴雨警告。華僑報（页面存档备份，存于）
- 行政法務司司長陳麗敏表示，《因執行公共職務的司法援助》法案不會損害新聞和言論自由，又指出社會沒可能享受公務員所有同等的福利。華僑報（页面存档备份，存于）澳門電台（页面存档备份，存于）
- 司警局局長黃少澤被誹謗一案，初級法院判處原錦成等六人罪名成立，處七個月至兩年不等刑期。華僑報（页面存档备份，存于）

## 7月27日
- 社會文化司司長張裕表示，沒有興建新公立學校的計劃。新聞局（页面存档备份，存于）
- 金融管理局表示，截至7月26日，共收到27個精明債券的投訴，涉及金額達1,500多萬澳門元。新聞局（页面存档备份，存于）

## 7月26日
- 曾解散立法會的前澳門總督高斯達於葡國里斯本去世，終年78歲。中新網（页面存档备份，存于）
- 衛生局公布一宗感染豬鏈球菌個案。新聞局（页面存档备份，存于）

## 7月25日
- 《因執行公共職務的司法援助》法案：
  - 《訊報》總編輯李江斥第四條屬「倒行逆施」，更表示萬一通過，將被迫「封筆」。華僑報（页面存档备份，存于）
  - 澳門傳媒工作者協會發表聲明，要求撤回相關條文。華僑報（页面存档备份，存于）

## 7月24日
- 行政長官辦公室主任兼政府發言人譚俊榮表示，並會要求政府相關部門聯絡人加快回應，並考慮以電話方式作回應。又重申，劉玉葉應邀出任中醫藥科技產業園籌備辦公室顧問的報道並非事實。華僑報（页面存档备份，存于）

## 7月23日
- 第十三屆澳門書市嘉年華開幕。華僑報（页面存档备份，存于）
- 身兼政府發言人及中醫藥產業園籌備辦公室主任譚俊榮，主動致電澳門電台時事節目《澳門廣場》，再度澄清有關邀請劉玉葉出任中醫藥園籌辦顧問的報道並非事實，但他同時指未來籌備辦公室無論在中醫藥產業、行政管理以及法律等方面，都需要大量有智慧、有經驗人員。他更認為「劉玉葉小姐也是一個不錯人選」；「如果將來她有機會轉職其他部門，都是合理的。」華僑報（页面存档备份，存于）

## 7月22日
- 經濟財政司司長譚伯源表示，珠澳跨境工業區多元化可促進珠澳共同發展，又稱會適用時推出措施應對通貨膨脹。華僑報（页面存档备份，存于）
- 譚又表示是根據整體情況，作出終止劉玉葉擔任財政局局長定期委任的決定。華僑報（页面存档备份，存于）

## 7月21日
- 政府公佈五對大熊貓的候選名字，讓市民投票，選出將要來澳大熊貓的名字。正報
- 台山坊眾互助會建議當局將原計劃的輕軌第一期首站遷到關閘邊檢大樓東側現時特警總部的位置。 正報

## 7月20日
- 一名本地建築工人在氹仔大潭山壹號地盤被打死。華僑報（页面存档备份，存于）
- 十一名十三歲至十七歲青少年男女，涉與多宗街頭搶劫案有關，被司警移送檢察院偵訊。華僑報（页面存档备份，存于）
- 立法會第一常設委員會批評《因執行公共職務的司法援助》法案的審批機制不完備，會影響分權制度和出現行政長官自我審批的情況。華僑報（页面存档备份，存于）

## 7月19日
- 澳門電訊開始接受光纖寬頻服務登記，預計第四季可投入服務。正報
- 一名莊荷涉及三度性侵犯親女被捕。澳門日報
- 社會文化司司長張裕在出席立法會後表示，未來的教育政策會考慮提升對私校的支援，他相信有助減少私校的教學人員流失。華僑報（页面存档备份，存于）

## 7月18日
- 當局在土地工務運輸局及文化局合辦的「南灣湖Ｃ、Ｄ區規劃概念性徵集活動」發佈會強調，不存在只為向聯合國教科文組織交代澳門市民有參與城規及保護世遺工作的問題。華僑報（页面存档备份，存于）
- 推動構建節水型社會工作小組表示，期望於明年初推行新水價機制。華僑報（页面存档备份，存于）
- 工聯表示，需要探討實施最低工資，並建議為各單一低薪行業訂定合理工資水平。但澳門中小企業協進會則認為意義不大，並憂慮為各行業訂定最低工資，會變相標籤行業薪酬水平，增加中小企人力資源壓力，以及有機會令低技術或低學歷人士被邊緣化。澳門電台（页面存档备份，存于）

- 有市民到政府總部遞信，憂慮超出入息上限而無法申請經濟房屋。華僑報（页面存档备份，存于）

## 7月17日
- 澳門註冊核數師協會副會長容永恩在該會一個論壇上指出，欲提升企業內控和風險管理水準，應從企業、政府、審計和社會四個層面加強相關的工作或監控。華僑報（页面存档备份，存于）
- 澳門歷史教育學會會長林發欽在一個論壇上表示，社會保育發出的呼聲大，但無助改變現況，認為政府應該做的事情還很多。華僑報（页面存档备份，存于）

## 7月16日
- 前財政局局長劉玉葉被證實復任該局顧問高級技術員。澳門電台（页面存档备份，存于）
- 經濟局局長蘇添平表示，已停業的非凡航空，尚未償還月初已到期的第一期四千萬貸款，當局早前已去追討擔保人即公司主要股東，要求他們在一個月內償還。正報
- 俾利喇街舊望廈兵營公共房屋工程開標，年底動工。正報

## 7月15日
- 交通事務局發出新聞稿，稱為確保在「澳門道路集體客運公共服務公開招標」訴訟期間，持續向公眾提供巴士服務，將與現行營運的兩間巴士公司磋商，適度延長現有批給合同期限。新聞局（页面存档备份，存于）
- 勞工事務局表示較早前永寧廣場經濟房屋地盤工人追薪一事已獲解決，而銀河娛樂地盤工人亦將於翌日收到補償。新聞局（页面存档备份，存于）

## 7月14日
- 受強烈熱帶風暴康森影響，氣象局發出一號戒備訊號，是本年首次。澳門電台（页面存档备份，存于）
- 房屋局貼出申請社會房屋臨時輪候名單，被除名者多達二千一百多人。華僑報（页面存档备份，存于）
- 政府回覆葡文報章查詢時，沒有回應前財政局局長劉玉葉新人事安排的傳聞。華僑報（页面存档备份，存于）
- 立法會開始細則性審議《因執行公共職務的司法援助》法案。政府指當中第四條「公務人員可得政府給予公帑告他人」是需要的。華僑報（页面存档备份，存于）

## 7月13日
- 全國人大常委會副秘書長及澳門基本法委員會主任喬曉陽，指澳門政改程序基本與香港相同，亦即慣稱的「五步曲」。華僑報（页面存档备份，存于）
- 在當日限期前，港務局一月批出的十四條海上航線中的十一條已開通。剩下來往澳門及珠海九洲港和東莞虎門航線的批給同告失效。華僑報（页面存档备份，存于）

## 7月12日
- 政府公佈現金分享計劃和醫療補貼計劃行政法規。印務局（页面存档备份，存于）印務局（页面存档备份，存于）
- 行政長官批示，公佈高官離任不得從事私人業務的情況。印務局（页面存档备份，存于）
- 運輸工務司司長劉仕堯出席新城填海諮詢會時，未有回應當中B地段是否已經「名花有主」的問題。市民日報[]
- 兩批來自永寧經屋和銀河娛樂地盤的工人分別到勞工事務局抗議，要求討回欠薪和加班費。正報正報

## 7月11日
- 行政長官崔世安抵達四川視察震後重建。市民日報[]
- 行政長官崔世安宣佈凍結輕軌展覽館計劃。華僑報（页面存档备份，存于）

## 7月10日
- 立法會舉行開放日。華僑報（页面存档备份，存于）
- 巨龍船務來往香港和氹仔客運碼頭航線營運首日發生意外。公司旗下一艘客輪靠近氹仔碼頭時與防撞膠發生觸碰，事故中無人受傷。新聞局（页面存档备份，存于）
- 一名中年男子在新花園游泳池露械被捕。澳門日報

## 7月9日
- 立法議員吳國昌在口頭質詢上，指運輸工務司司長劉仕堯不肯向立法會提供經屋的建築成本，離場抗議。華僑報（页面存档备份，存于）
- 另外多名議員質疑輕軌展覽館的必要性。正報

## 7月8日
- 政府公佈設立中醫藥科技產業園籌備辦公室詳情，當中廣東出地、澳門出資。產業園將位於橫琴島。澳門日報
- 人力資源辦公室主任黃志雄在立法會口頭質詢會上指，銀河娛樂因內外勞比例不合規定已被削減一千名外勞配額。正報
- 勞工事務局局長孫家雄指，設立職業培訓局投資大，但未必符合成本效益。正報
- 立法會第一常設委員會完成審議有關禁止非法提供住宿法案，當中對非法提供住宿的物業單位，旅遊局有權採取「斷水斷電」措施。華僑報（页面存档备份，存于）

## 7月7日
- 來往澳門和香港之間的直昇機服務恢復營運。新華社（页面存档备份，存于）
- 青洲逸麗花園一名租戶在抽油煙機煙囪內發現一把手槍和二十八枚子彈。華僑報（页面存档备份，存于）

## 7月6日
- 行政長官崔世安啟程前往深圳、東莞、惠州訪問兩日。澳門電台（页面存档备份，存于）
- 民眾建澳聯盟向政府提交五項整治非法旅館的建議。華僑報（页面存档备份，存于）
- 澳門航空宣佈已經以債權人的身份向法院登記，並將參加非凡航空九月中舉行的債權人大會。華僑報（页面存档备份，存于）

## 7月5日
- 行政長官批示，設立「政策研究室籌備辦公室」。印務局（页面存档备份，存于）
- 林則徐紀念館完成重修工程。正報
- 四名香港旅客在新葡京就彩金問題與保安員發生衝突，共七人報稱受傷。明報（页面存档备份，存于）
- 即日起外勞及其家屬，以及在澳外地學生，在取樣手續後，可使用自助過關系統。新聞局（页面存档备份，存于）

## 7月4日
- 特區政府推動構建節水型社會工作小組於氹仔花城公園休憩區舉辦「自來水價格機制諮詢方案」首場公眾介紹會，指出方案對住宅和中小企影響輕微。新聞局（页面存档备份，存于）
- 澳門紅十字會中央委員會主席黃如楷表示，援建四川的項目年底基本完成。華僑報（页面存档备份，存于）

## 7月3日
- 一架前往澳門的直昇機在香港出發後不久迫降於維多利亞港，十一名乘客和兩名機員獲救，其中兩名乘客送院。新聞局（页面存档备份，存于）

## 7月2日
- 「提昇公共管治能力2010兩岸四地學術研討會」在澳門大學國際圖書館舉行。新聞局（页面存档备份，存于）
- 澳門大學教授劉伯龍表示，政府必須建構包括非傳統社團在內的全民諮詢機制，提升管治水平。華僑報（页面存档备份，存于）
- 勞工事務局宣佈不延續「建造業就業不足人士短期援助計劃」。新聞局（页面存档备份，存于）
- 政府宣布重建望廈平民新邨，將提供不少於750個社屋單位。新聞局（页面存档备份，存于）

## 7月1日
- 社工局宣佈投放澳門幣逾五千萬元，推出「協助弱勢社群舒緩通脹壓力措施」，將有八千五百個家團受益，同時亦會把「短期食物補助計劃」延長半年。華僑報（页面存档备份，存于）
- 海關在路環黑沙海灘對開發現一具男屍，懷疑是於前一天釣魚時墜海失蹤的男子。華僑報（页面存档备份，存于）